# Pro Bowl
Pro Bowl er en kamp i professionel amerikansk fodbold, med deltagelse af to hold sammensat af de bedste spillere fra de to halvdele af NFL – AFC og NFC. Spillerne udvælges ved afstemning blandt NFL-trænere, NFL-spillere og fans; hver gruppe har en tredjedel stemmevægt, og fans stemmer via NFL's officielle hjemmeside. Kampen har siden 1980 fundet sted i Honolulu i Hawaii hvert år i februar, kort efter Super Bowl. Dog undtaget er Pro Bowl 2010, der blev spillet på Sun Life Stadium, Miami en uge før Super Bowl XLIV.
Traditionen med en kamp med udvalgte hold af de bedste spillere startede i 1939 med et "Pro All-Star Game" i Los Angeles mellem New York Giants og et hold af spillere fra andre hold både i og udenfor NFL. 